# Semmering (Baixa Áustria)
Semmering (Baixa Áustria) é um município da Áustria localizado no distrito de Neunkirchen, no estado de Baixa Áustria.